# Дорогоцінні зерна
«Дорогоцінні зерна» — радянський художній фільм 1948 року, режисерів Олександра Зархі і Йосипа Хейфіца, знятий на кіностудії «Ленфільм».

## Сюжет
П'ятикурсницю Антоніну Уварову направляють в колгосп з дипломним завданням — випустити три номери виїзної районної газети «За високий урожай». У першому номері, не розібравшись, вона хвалить комбайнера Яшкіна і висміює агронома Архипова. Насправді ж Яшкін працює халтурно, залишаючи після себе багато зерна. Його підтримує голова райвиконкому Корольов, для якого головне — швидше зібрати врожай, незважаючи на втрати, відзвітувати перед керівництвом, отримати премії і почесті. Агроном же вважає, що потрібно уникати втрат, сумлінно прибирати весь урожай. Уварова за допомогою секретаря райкому Івашина поступово розуміє суть конфлікту між Архиповим і Корольовим і стає на бік агронома, з яким у неї зав'язуються любовні стосунки.

## У ролях
- Галина Кожакіна —  Антоніна Петрівна Уварова, студентка, редактор виїзної газети
- Борис Жуковський —  Костянтин Федотович Корольов, голова Большеозьорського райвиконкому
- Олег Жаков —  Михайло Петрович Івашин, секретар райкому
- Павло Кадочников —  Іван Гаврилович Архипов, агроном
- Микола Дорохін —  Бережной, голова колгоспу «Переможець»
- Василь Ванін —  Андрій Іванович Курочкін, інспектор з приймання якості полів
- Валентина Телегіна —  Варвара Степанівна Курочкіна, кухарка на польовому стані
- Петро Алейников —  Микола Севостьянович Яшкін, комбайнер
- Людмила Шабаліна —  Марія Миколаївна Харитонова, комбайнер
- Ростислав Плятт —  Ілля Михайлович Грач, складач
- Ольга Аросєва —  Надія, тваринник
- Борис Кудряшов —  Клєшнін, друкар
- Сергій Філіппов — офіціант Колєчкін (епізод)
- Тетяна Пельтцер — стенографістка (епізод)
- Павло Оленєв — Клімов, шофер нафтобази
- Микола Горлов — водій редакційного автобуса
- Іван Назаров — старий
- Валентина Романова — комбайнер
- Олександра Тришко — тітка Даша
- Віктор Макаров — епізод
- Олександр Мельников — епізод
- Єлизавета Уварова — комбайнер
- Анатолій Абрамов — сільський кореспондент
- Володимир Казарін — представник райкому
- В'ячеслав Волков — колгоспник
- Микола Гаврилов — епізод
- Віктор Чайников — зоотехнік
- Володимир Марьєв — секретар редактора
- Павло Первушин — шофер
- Антоніна Павличева — колгоспниця
- Анатолій Степанов — колгоспник
- Ігор Щепетнов — колгоспник

## Знімальна група
- Режисери: Олександр Зархі, Йосип Хейфіц
- Сценарист: Есфір Буранова
- Головний оператор: Сергій Іванов
- Композитор: Венедикт Пушков
- Художник: Вульф Агранов, Дмитро Рудой
- Текст пісень: Олександр Прокоф'єв